# Březová (ort i Tjeckien, Mellersta Böhmen)
Březová är en ort i Tjeckien.   Den ligger i regionen Mellersta Böhmen, i den centrala delen av landet, 40 km sydväst om huvudstaden Prag. Březová ligger 353 meter över havet och antalet invånare är 252.
Terrängen runt Březová är platt söderut, men norrut är den kuperad. Runt Březová är det ganska tätbefolkat, med 179 invånare per kvadratkilometer. Närmaste större samhälle är Beroun, 15,1 km öster om Březová. Trakten runt Březová består till största delen av jordbruksmark.